# ブランデーグラス
「ブランデーグラス」は石原裕次郎のシングル。1977年4月21日に発売され、2年半後の1979年11月25日に再発された。

## 解説
発売当初はほとんど売れず、初回プレスは3500枚に留まったが、発売から2年後、松山の有線放送で2位にランクイン。その後、テレビ朝日系列のドラマ『西部警察』で曲を取り上げてもらうよう、高柳六郎が石原に相談。同ドラマの第48話「別離のブランデーグラス」で、木暮謙三警視役を務める石原自らがこの曲を歌唱するシーンが放映され、それをきっかけに全国的に注目されるようになった。
オリコンチャートにおいては最高位で11位を獲得、100位以内には通算65週間ランクインするロングヒットとなった。
シングル売上はテイチクエンタテインメント調べで累計152万枚（2022年2月現在）
『西部警察』のサウンドトラック・アルバム『西部警察 サウンド・トラック 総集編』には、ホーネッツ（同番組の劇伴曲の演奏を担当したバンド）によるインストゥルメンタル版が収録された。

## 収録曲
デビュー盤（1977年4月：RS-56）
1. ブランデーグラス
2. 足あと
  - 1、2共に、作詞：山口洋子　作曲・編曲：小谷充

再発盤（1979年11月：RS-355、1985年2月：RE-3001）
1. ブランデーグラス
  - 作詞：山口洋子、作曲・編曲：小谷充
2. 恋の町札幌
  - 作詞・作曲：浜口庫之助、編曲：小谷充

再発盤（2005年12月：TECA-1010／TESA-1010）
1. ブランデーグラス
  - 作詞：山口洋子、作曲・編曲：小谷充
2. 粋な別れ
  - 作詞・作曲：浜口庫之助、編曲：山倉たかし
3. ブランデーグラス〈オリジナル・カラオケ〉
4. 粋な別れ〈オリジナル・カラオケ〉